# Облачное дерево
Облачное дерево — дерево, созданное с помощью техники топиарий. Листья обрезаны по форме шара или облака, ствол же остаётся тонким и обнажённым. Сама форма дерева напоминает облака.
«Облачные деревья» отличаются от деревьев бонсай, потому что не являются миниатюризированными. Как правило, «облачные деревья» высаживаются в простой почве, а не в горшках. Подобно бонсай, практика формирования облачных деревьев зародилась в Японии, произойдя от японского стиля садоводства, известного как ниваки.

## Галерея

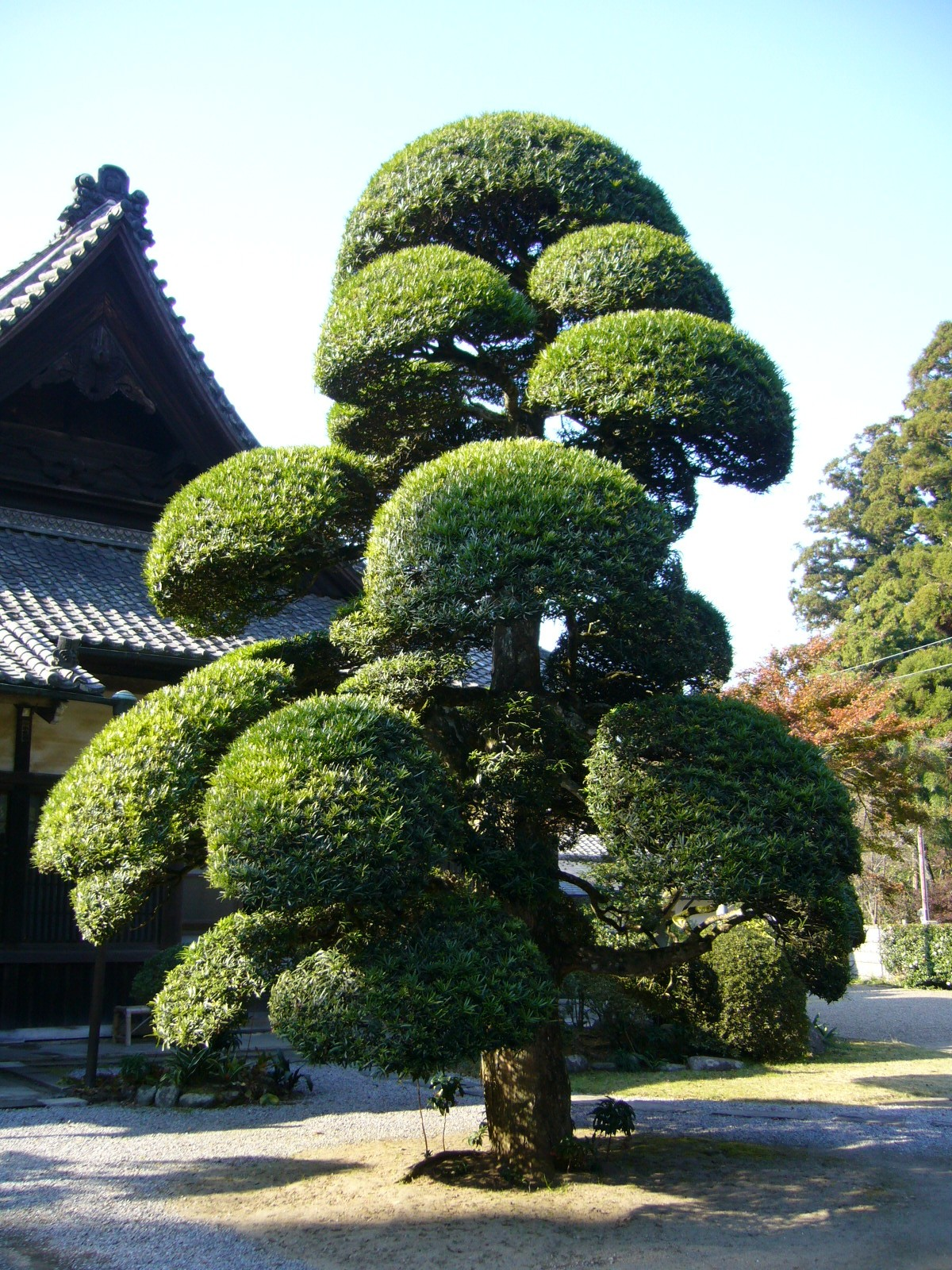
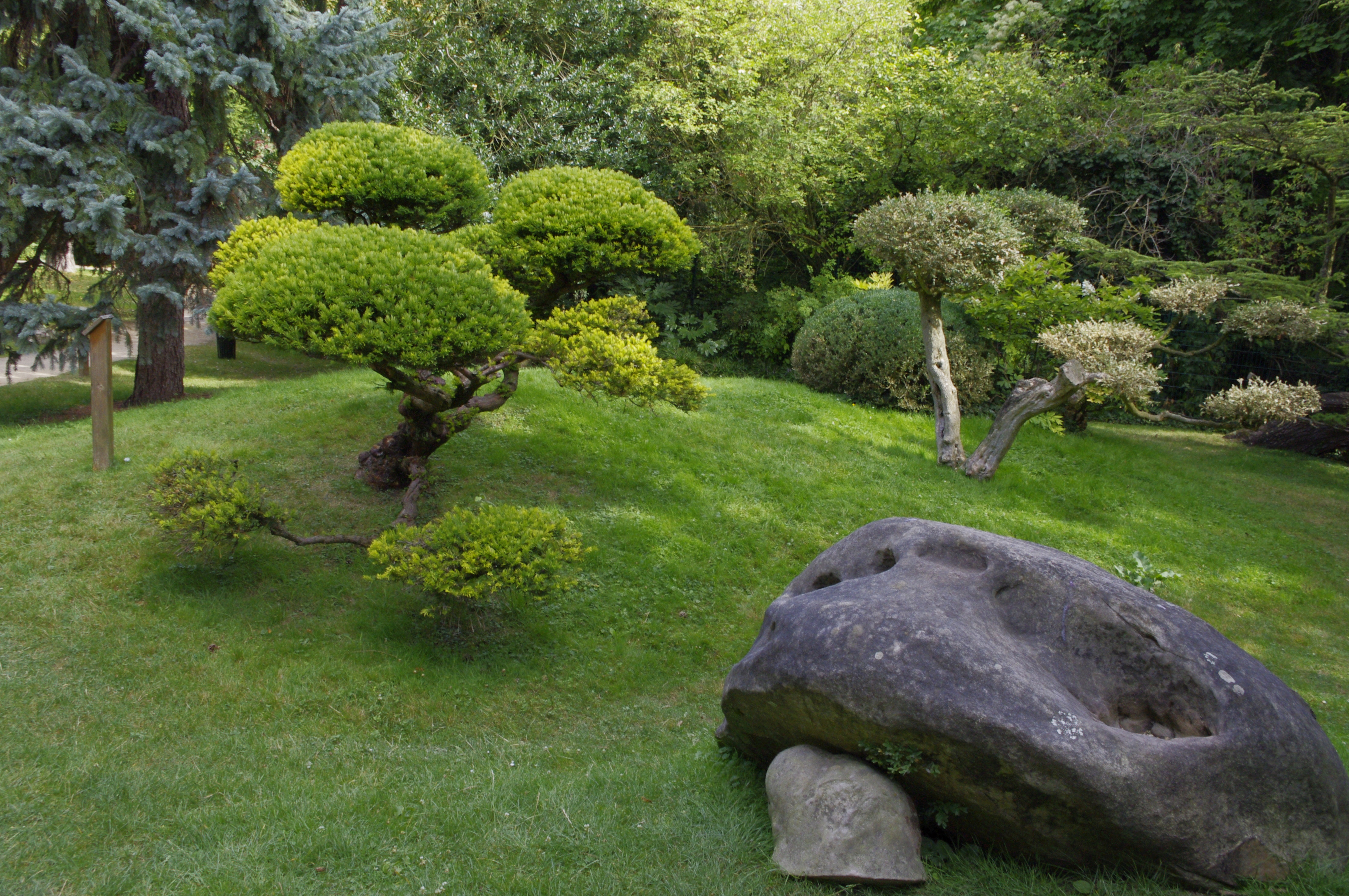
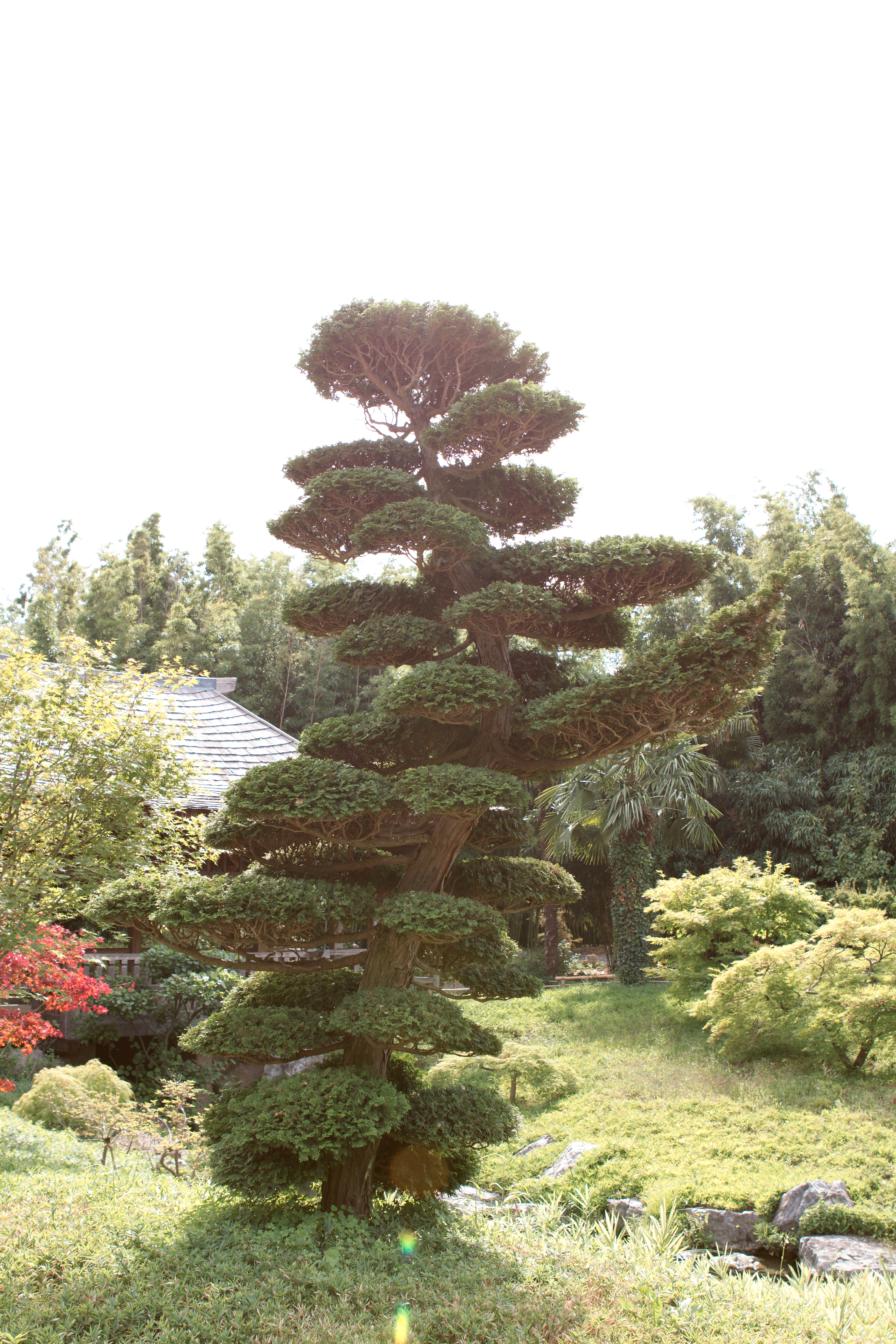
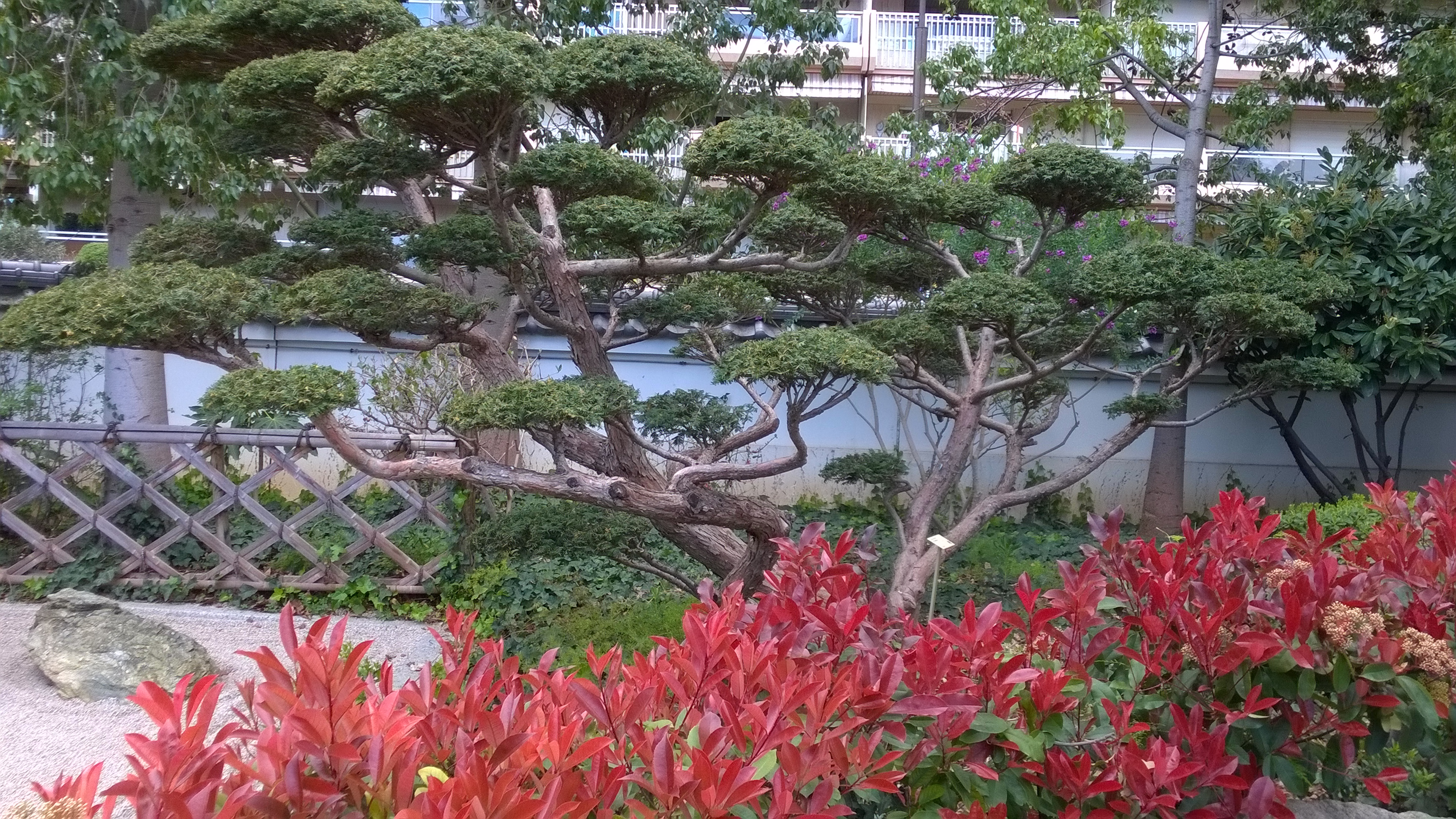
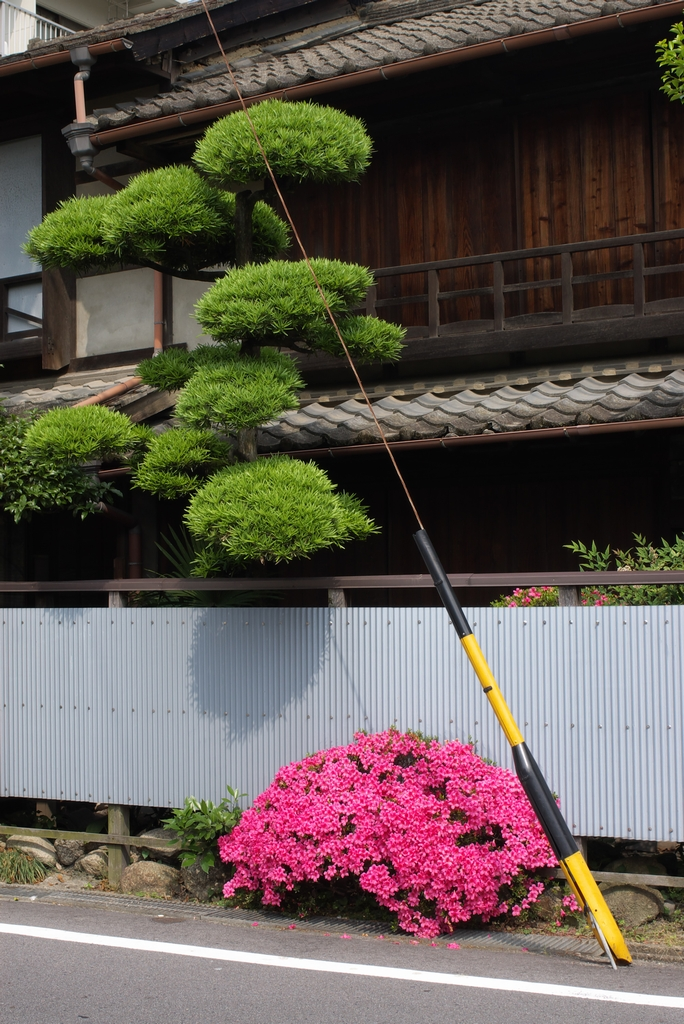
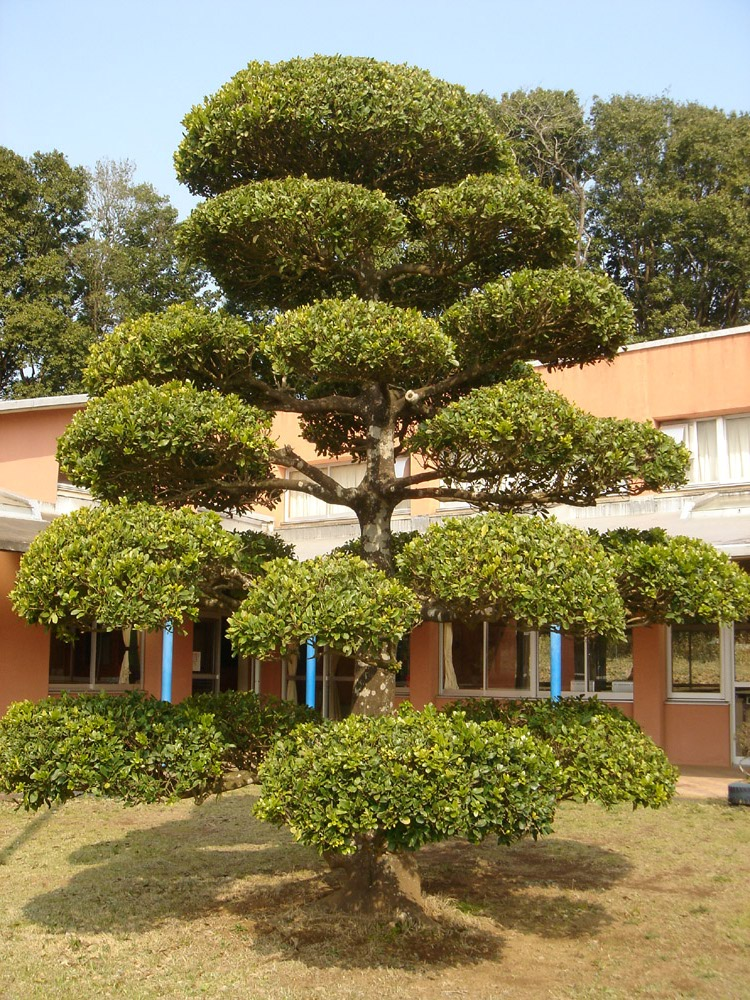
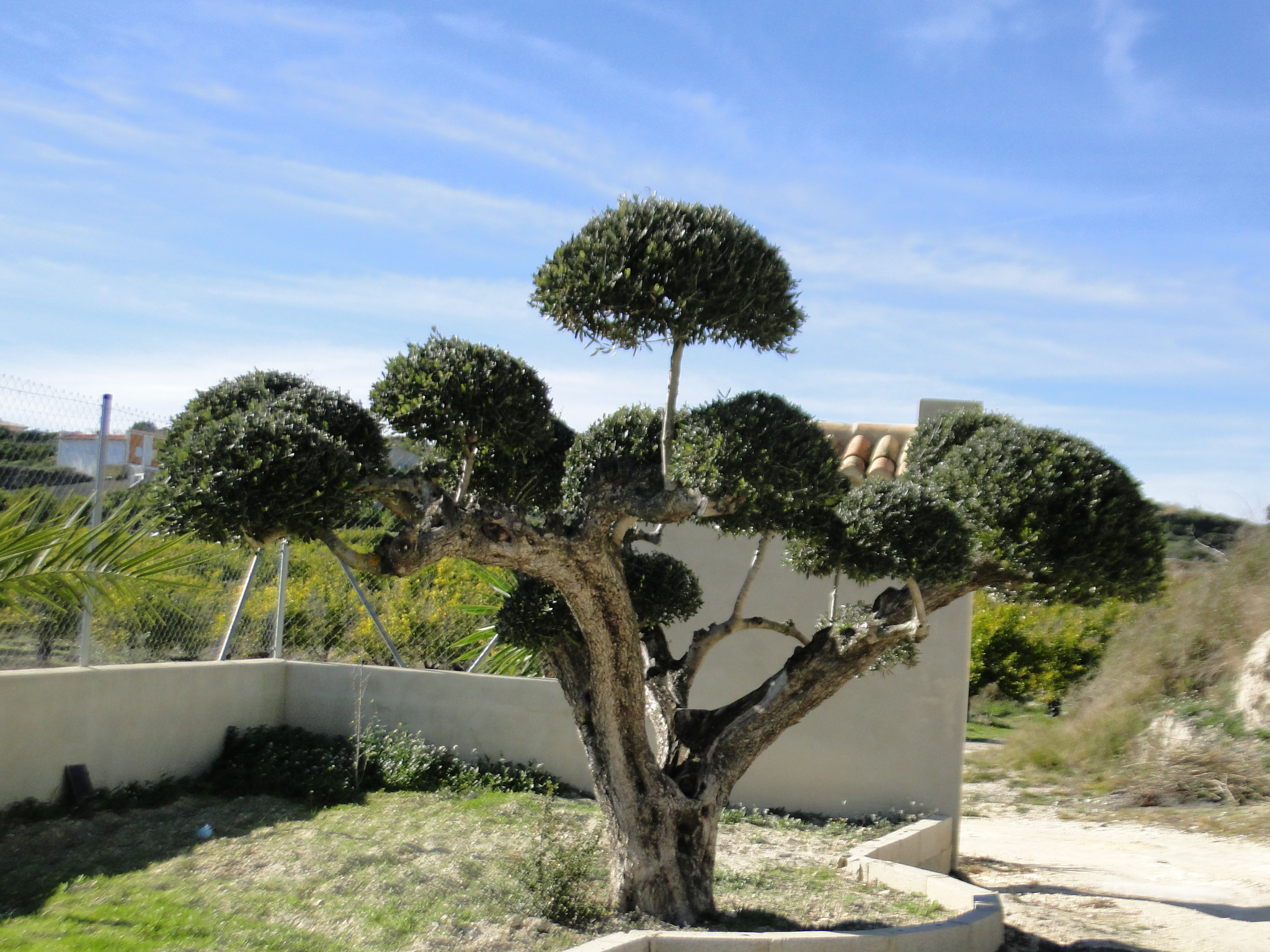
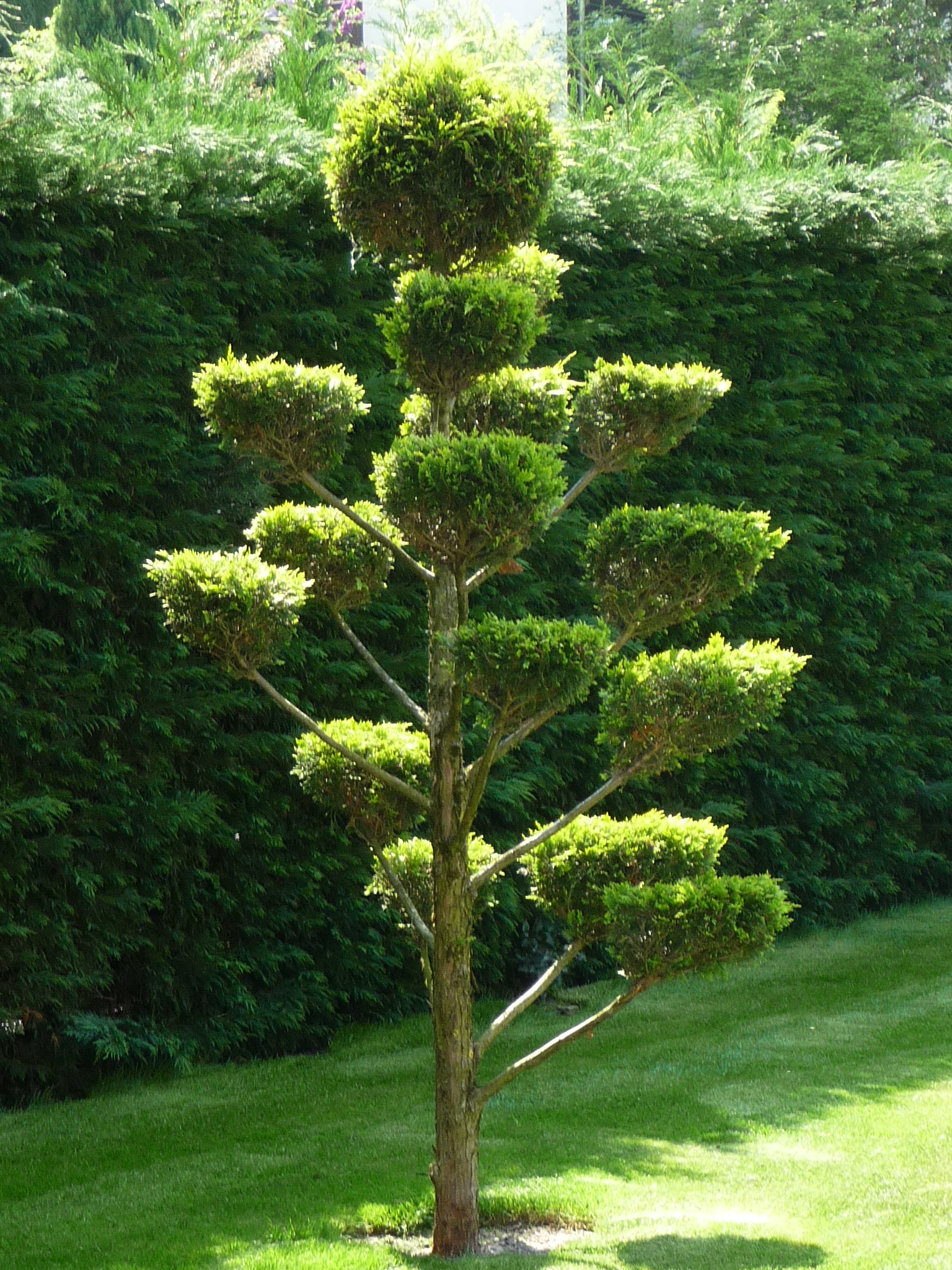
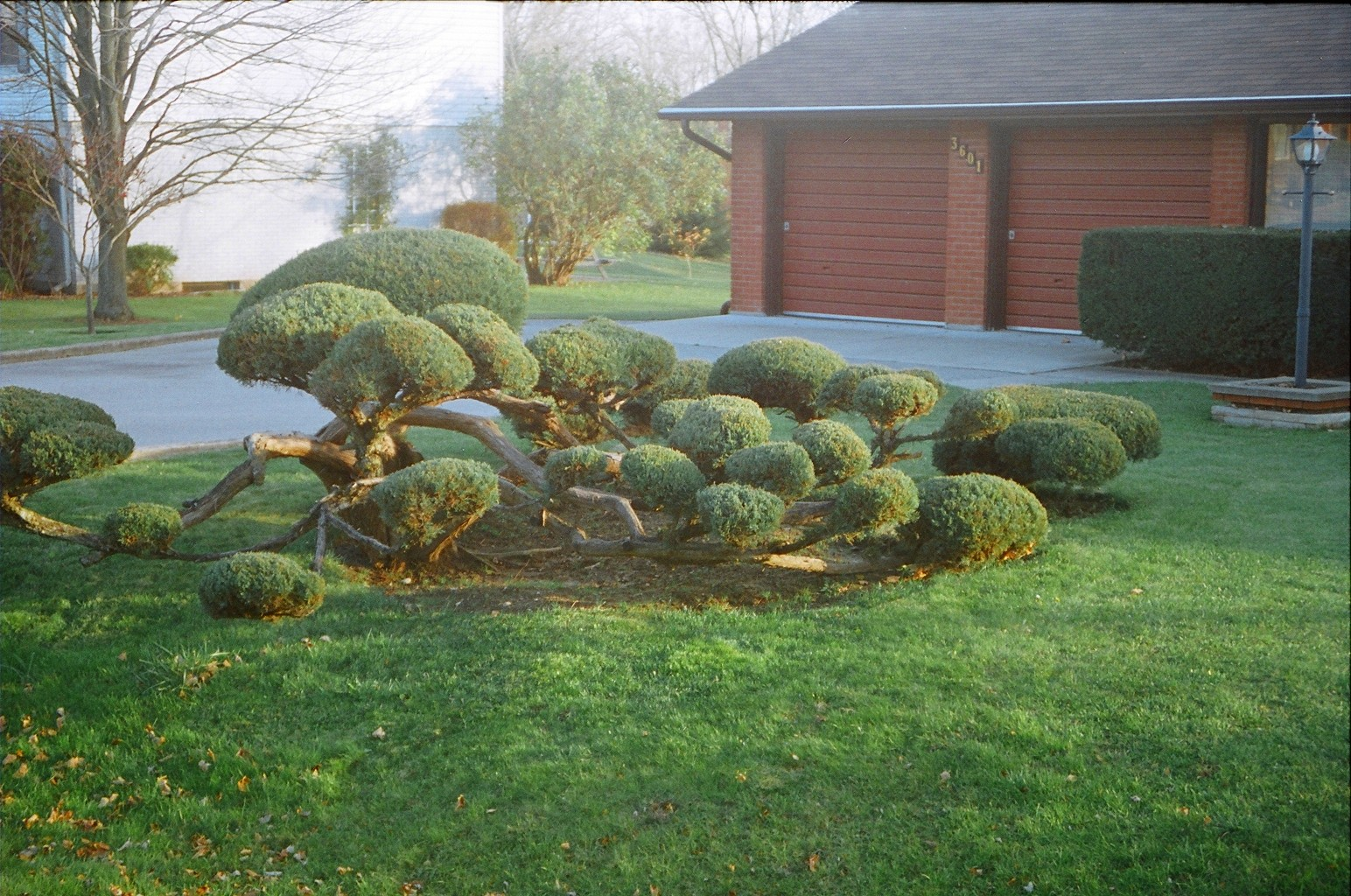
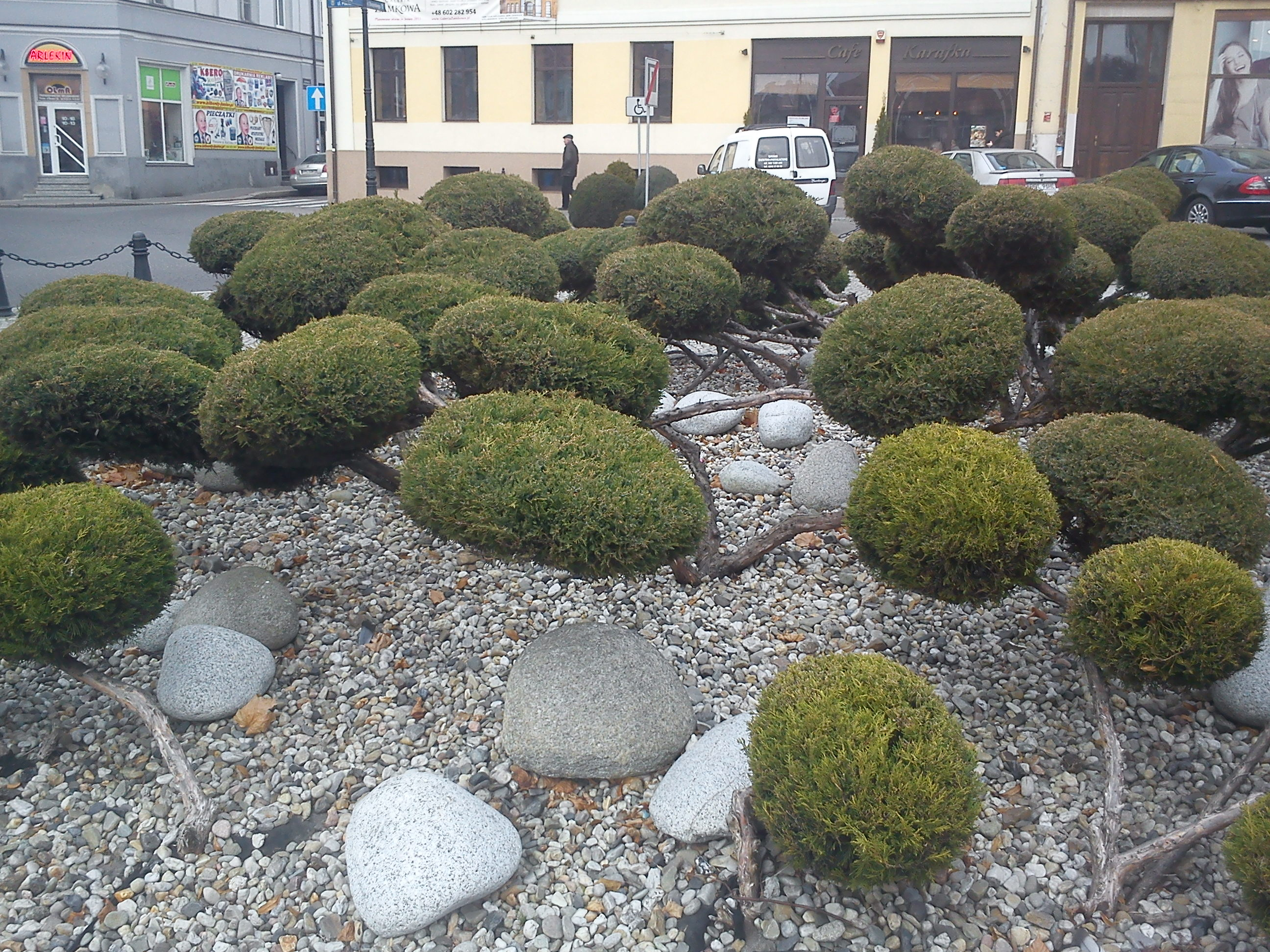